# 七大工商團體
七大工商團體是台灣7個工業及商業之業界團體的合稱，分別為全國工業總會（工總）、全國商業總會（商總）、工商協進會、全國中小企業總會、工業協進會、工業區廠商聯合總會、台灣區電機電子工業同業公會（電電公會）。七大工商團體的成員並不固定，在某些場合中，外貿協會也會被列入七大工商團體之一，取代工業區廠商聯合總會。
在台灣，這幾個團體擁有半官方的地位，這幾個團體的代表，代表全台灣的資本家發言，對於台灣官方的經濟政策、勞工政策，以至於外交政策與兩岸政策等，皆有著重要的影響力。在行政院進行勞資協商時，這七個團體，代表全台灣的資方發言，與十大全國性工會的代表進行協商。

## 六大工商團體
視議題狀況，中華民國工商協進會、全國工業總會、全國商業總會、全國中小企業總會、工業協進會以及台灣區電機電子工業同業公會等六者，也會共同運作，稱為六大工商團體。在2014年發生的兩岸服貿協議爭議中，六大工商團體曾集體發言支持此協議。